# Mikhaïl Toukhatchevski
 (février 2013).
Mikhaïl Nikolaïevitch Toukhatchevski (en russe : Михаил Николаевич Тухачевский ; en polonais : Michaił Tuchaczewski) est un militaire russe puis soviétique, né le 16 février 1893 dans la province de Smolensk et mort le 12 juin 1937 à Moscou. Maréchal de Staline à l'âge de 42 ans, il est éliminé deux ans plus tard.

## Biographie

### Un aristocrate rallié à la Révolution
Mikhaïl Nikolaïevitch Toukhatchevski est né le 16 février 1893, dans le village d'Alexandrovskoïe (aujourd'hui Slednevo), dans le gouvernement de Smolensk dans l'ouest de la Russie. Son père, Nikolaï Nikolaïevitch Toukhatchevski, est un aristocrate issu d'une vieille famille d'officiers, et sa mère, Mavra Petrovna Toukhatchevskaïa est quant à elle issue d'une famille de serfs. Le jeune Toukhatchevski est élevé dans une famille hostile au Tsar et à l'Église orthodoxe, devient très tôt athée, se passionne pour la musique, l'histoire militaire et apprend à parler français et allemand.   
Après avoir fréquenté l'académie militaire Alexandre, il devient sous-lieutenant de l'armée impériale russe en 1914. Il est fait prisonnier par les Allemands au cours de la campagne de Galicie en février 1915. Il est notamment détenu au fort d'Ingolstadt avec un jeune officier français, Charles de Gaulle, et le futur journaliste Rémy Roure, mais réussit à s'évader à la fin de l'été 1917, par la Suisse puis la France. Il arrive à Petrograd (actuelle Saint-Pétersbourg) début octobre 1917, juste à la veille de la révolution russe, mais ne fréquente pas les bolchéviques, et semble plutôt proche de leurs rivaux S-R.
Au début de 1918, pour des raisons assez mal connues, il revient dans l'armée (désormais réorganisée en Armée rouge des ouvriers et des paysans) puis adhère au Parti bolchevique, pour être aussitôt nommé commissaire komandarm, soit commandant d'armée. Recommandé à Enoukidzé, chef du département militaire par ses amis officiers, il se voit confier une armée à la fin de l'année, sautant ainsi huit grades en seulement quelques mois, avant tout parce que la jeune armée rouge manque cruellement de cadres compétents. Lors de la guerre civile qui s'ensuit, il mène alors toute une série de combats sur les différents fronts sans connaître aucune défaite. Le jeune commissaire a, sous son commandement, les armées entières, à la tête desquelles il entreprend avec succès les opérations de Simbirsk, Sizran, Bougourouslan, Bougoulma, Oufa, Tcheliabinsk, Caucase du Nord, de Crimée, etc.
En avril 1920, à la tête des armées du front de l’Ouest, il commande l'offensive contre la Pologne et, pour galvaniser ses hommes, lance son fameux ordre du jour : « La route de l'incendie mondial passe sur le cadavre de la Pologne ! ». Il s'élance cependant trop vite, s'éloignant dangereusement des renforts qui se trouvent dans l'incapacité de lui prêter secours, dégarnissant imprudemment ses flancs, et perdant très vite sa supériorité numérique, estimant à tort que le prolétariat polonais accueillera l'armée rouge en libératrice et qu'il pourra compter sur l'afflux de nombreux volontaires qui ne viendront pas.                                Une fois en difficulté, Toukhatchevski réclame en renfort la 14e armée, qui n'aurait pu que difficilement lui venir en aide à temps, mais Iegorov, Boudienny et Staline la lui refusent pour ne pas dégarnir le front en Tauride, et parce que ces derniers bataillent pour prendre Lviv, dont Staline a fait de la prise (ordonnée par Kamenev) une question de prestige. Toukhatchevski échoue finalement devant Varsovie, et mettra en cause deux ans plus tard Vorochilov, Boudienny et Staline pour avoir entravé son action, les rendant responsables de cet échec, dont il porte pourtant une énorme part de responsabilité, et dont il cherchera toujours à se dégager. Staline, en retour, n'oubliera jamais cet affront.
En mars 1921, sur ordre du parti communiste, il écrase la révolte des marins de Kronstadt, qui fait plusieurs milliers de morts. Le 11 juin 1921, Toukhatchevski n'hésite pas à donner l'ordre no 171, demandant de bombarder les insurgés aux gaz toxiques pour mater la grande révolte des campagnes de Tambov (« les forêts où les bandits se cachent doivent être nettoyées par l'utilisation de gaz toxique. Ceci doit être soigneusement calculé afin que la couche de gaz pénètre les forêts et tue quiconque s'y cache. ») Pour autant, l'application de cet ordre fait débat. Il faut noter que tant Nicolas Werth que Jean-Jacques Marie estiment que cet ordre ne fut pas appliqué,.
La guerre civile terminée, il participe activement à la réorganisation de l'armée. Il est nommé commandant de l'Académie militaire de l'Armée rouge en août 1921. Il devient chef de l'État-Major général de 1924 à 1928, puis commandant de la région militaire de Léningrad. En 1931, il est ministre adjoint de la défense nationale et chef des armements de l'Armée rouge. Il est élevé au rang de maréchal en 1935, seulement âgé de 42 ans.

### L'affaire Toukhatchevski
Toukhatchevski doit affronter de nombreux ennemis dès 1918, parmi lesquels de nombreux officiers dont Vorochilov, Boudienny, ou le futur maréchal Chapochnikov qui lui succédera, qui le voient comme un arrogant aux plans grandioses. Les bolchéviks mettent en cause l'adhésion de Toukhatchevski aux idées marxistes, car se méfiant des officiers issus de l'armée tsariste, provenant d'une classe sociale qu'ils estiment par nature hostile, et craignent qu'un officier populaire et ambitieux puisse, à l'instar de Bonaparte lors du 18 brumaire, jouer sur le mécontentement de la population face au régime en place pour prendre le pouvoir puis restaurer l'ancien régime. Certains Russes blancs en exil y réfléchissent dès les années 1920, et voient en Toukhatchevski un possible Bonaparte soviétique, ce qui n'échappe pas aux services de renseignement soviétiques. Cela arrive aux oreilles de Staline, qui a une inimitié vis-à-vis de Toukhatchevski depuis la campagne de Pologne, et qui souhaite plus généralement éliminer la « vieille garde » du parti et de l'armée pour accéder aux pleins pouvoirs. En 1930, Staline fait travailler l’OGPU à des accusations contre lui : les enquêteurs de l’OGPU montent alors un dossier contre Toukhatchevski, mais Sergo Ordjonikidze, que Staline sonde, refusa d’aller plus loin. Staline fait alors machine arrière en reconnaissant son innocence et s’excuse auprès de lui, reconnaissant même la modernité de ses stratégies,.
Pourtant, il est la plus connue des victimes des Grandes Purges ordonnées par Staline contre l'appareil militaire en 1936-1937, qui, à la veille de la Seconde Guerre mondiale, décapite tout le haut commandement de l'Armée rouge en touchant la quasi-totalité des généraux et tous les amiraux. Devant l'imminence du péril, des officiers survivants, restés prisonniers, sont néanmoins réhabilités en 1939-1940 et réintégrés à leur poste ou mis en retraite. Mais en ce qui concerne Toukhatchevski, Staline prend la décision de le faire exécuter sur la base d'un dossier de trahison monté avec Nikolaï Iejov, chef du NKVD.
Très inquiet devant la montée en puissance de l'Allemagne, Toukhatchevski s'active, au cours de ses déplacements en Occident, notamment lors des obsèques de George V, à inciter les dirigeants qu'il rencontre à monter une coalition anti-allemande. Certes, inquiet lui aussi du danger allemand, Staline ne veut à aucun prix d'un affrontement avec le Reich, dont il redoute la puissance ; d'autre part, Staline souhaite garder deux fers au feu et craint que les pays occidentaux ne tolèrent une guerre entre l'Union soviétique et le Reich, qui les épargnerait. Dans cet esprit, Staline retire son soutien aux Républicains espagnols en arrêtant les livraisons d'armes et commence à livrer à la Gestapo certains communistes allemands réfugiés en URSS dans le but de monter une alliance entre les deux pays.
Staline prit la décision de liquider Toukhatchevski quand, devant le Soviet suprême, celui-ci avait publiquement critiqué l'Allemagne et le danger qu'elle représentait. Il était en faveur d'une guerre préventive au vu du réarmement allemand. Conscient du prestige de sa cible, Staline procède prudemment. Un dossier de trahison est alors monté avec Nikolaï Iejov, chef du NKVD via, semble-t-il, la contribution du contre-espionnage (SD) nazi dirigé par Reinhard Heydrich, allié pour l'occasion. Son principe est le suivant : Staline veut se débarrasser de Toukhatchevski qui représente un danger pour son pouvoir absolu ; Hitler veut la même chose pour priver l'Armée rouge de son dirigeant le plus brillant. Une fausse information selon laquelle Toukhatchevski complote est alors transmise aux Allemands par Iejov qui manipule un Russe blanc retourné (le général Skobline) ; ceux-ci l'amplifient en fabriquant des faux et les font passer aux Tchèques qui les relaient, en toute bonne foi, aux Soviétiques. Pour parachever leur œuvre, les services nazis font passer aussi une information par Paris.
Au défilé du 1er mai 1937, Toukhatchevski est encore au côté de Staline sur la place Rouge. Il est arrêté le 22 mai, condamné et exécuté le 12 juin 1937 par le bourreau Vassili Blokhine.

## Un stratège visionnaire
Dans les années 1920, Toukhatchevski a voulu transformer les unités irrégulières de l'Armée rouge en des troupes entraînées et disciplinées. Il poussait au remplacement de la cavalerie par les blindés, idée qui n'a commencé à être mise en pratique que dans les années 1930, quand Staline prit la décision d'industrialiser l'armée.
Il théorise le concept soviétique « d'opérations en profondeur », dans lesquelles des armées combinées sont utilisées pour détruire les arrières de l'ennemi et sa logistique. La doctrine est codifiée dans le livre d'instructions de l'Armée rouge de 1936 puis mise en pratique pendant la Seconde Guerre mondiale. Mais il s'agit d'une conception théorique 100 % offensive qui sera approfondie par sa mise en pratique au cours du conflit.

## Réhabilitation par Khrouchtchev
En 1957, Nikita Khrouchtchev réhabilite Toukhatchevski au titre de la déstalinisation.
Le premier secrétaire du PCUS d’alors affirme que la Gestapo allemande a fabriqué de toutes pièces des documents pour compromettre Toukhatchevski et d'autres officiers en vue d'affaiblir l'Armée rouge à la veille de la Seconde Guerre mondiale. La théorie du complot militaire contre Staline est ainsi définitivement enterrée.

## Conséquences
L'élimination du maréchal Toukhatchevski a pour conséquences l'abandon de la stratégie des divisions blindées qu'il préconise tout comme Guderian en Allemagne, Estienne et de Gaulle en France, Liddell-Hart et Fuller au Royaume-Uni, Patton et Eisenhower aux États-Unis. Cet abandon est l'une des causes, sans être la seule, de la déroute soviétique de l'été 1941.